# 羅馬重標槍

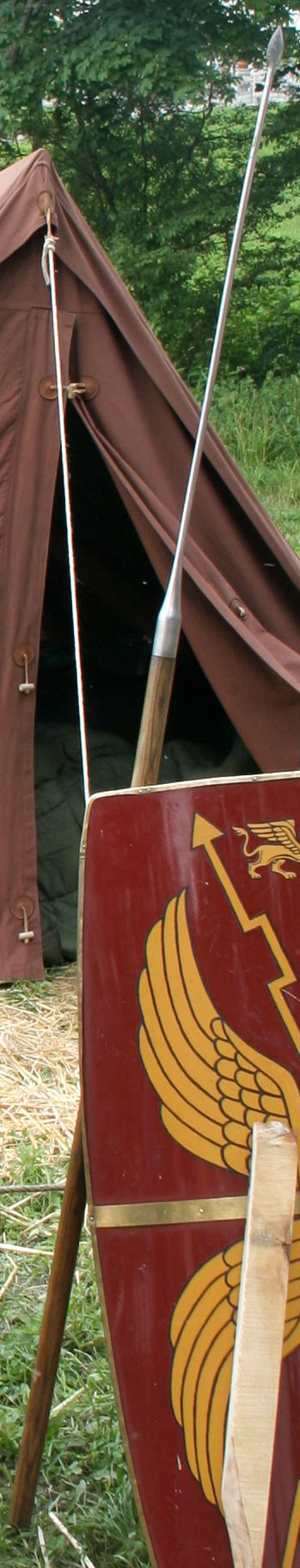
羅馬重標槍

羅馬重標槍（複數型為）是被古羅馬軍隊廣為使用的一種標槍。一支這種標槍大約有2公尺長，鐵桿的直徑有7公釐，鐵桿包含菱形的槍尖則有60公分長。鐵桿會再插到一個木製握桿上。

## 設計

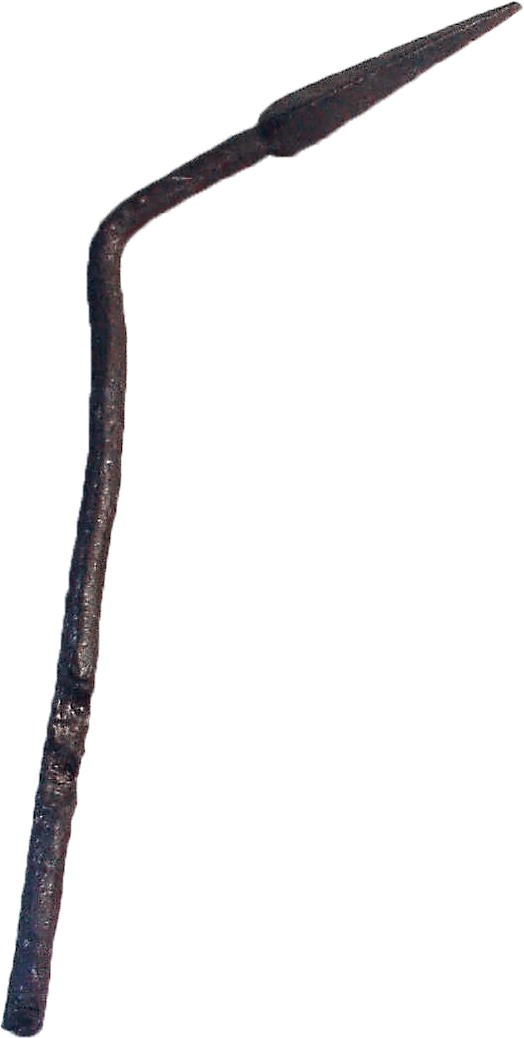
羅馬重標槍彎折的鐵桿

羅馬重鏢槍的重量約為2.5公斤，在早期羅馬共和時代製造的標槍稍重一點，帝國時代的標槍則較輕。
標槍的鐵桿是這種標槍能發揮功能的重點。這種標槍有一個堅硬的菱形尖頭，但是鐵桿是由軟鐵製成的。這會讓鐵桿在受到衝擊力之後折彎，因此敵人不可能把這隻標槍再丟回來。然而，亦有把鐵桿硬化的實例存在，那些標槍較適合當作近距離肉搏戰的武器，但也會讓敵方士兵有機會把標槍射回來。重要的是，當這種標槍打中一面盾牌時，它可能會深深插入盾牌，如果標槍因此彎折的話，這樣會逼迫敵人放棄他的盾牌，或者逼迫他在一場熱鬥中浪費時間拔掉標槍。就算鐵桿沒有彎折，菱形的槍尖也會讓這種標槍很難拔出來。
羅馬重標槍有兩種：重型標槍和輕型標槍。畫報的證據顯示某些版本的羅馬重標槍會用鉛球來增加重量以強化貫穿力，但考古上尚未找到該種羅馬標槍的樣本。最近的實驗顯示羅馬重標槍的射程大約有33公尺，不過有效射程大約在15至20公尺。
羅馬帝國後期，以及羅馬帝國滅亡後使用的一種武器Angon是一種類似的武器。

## 戰術
羅馬共和晚期和帝國早期的的羅馬軍團兵通常攜帶兩支羅馬重標槍，其中一支有時候比另一支輕。羅馬士兵的標準戰術是先擲出一支標槍（如果時間夠的兩支都擲），再用羅馬短劍衝鋒應戰。但是Alexander Zhmodikov聲稱羅馬步兵在戰鬥中的任何時候都可以使用重標槍殺敵。
投擲羅馬重標槍的用意在經由殺敵以及在敵方盾牌陣中打出空隙來擾亂敵人的陣型。
羅馬重標槍也可以在肉搏戰中使用；據《高盧戰記》載阿萊西亞之戰時有一這樣的案例，馬克·安東尼在對抗安息帝國時亦有一例。此外，羅馬重標槍可用來突刺，亦可反制騎兵衝鋒。某些羅馬重標槍有小護手，在把標槍當作肉搏武器時可以保護士兵，但這不是很常見。

## 實驗考古學的結果

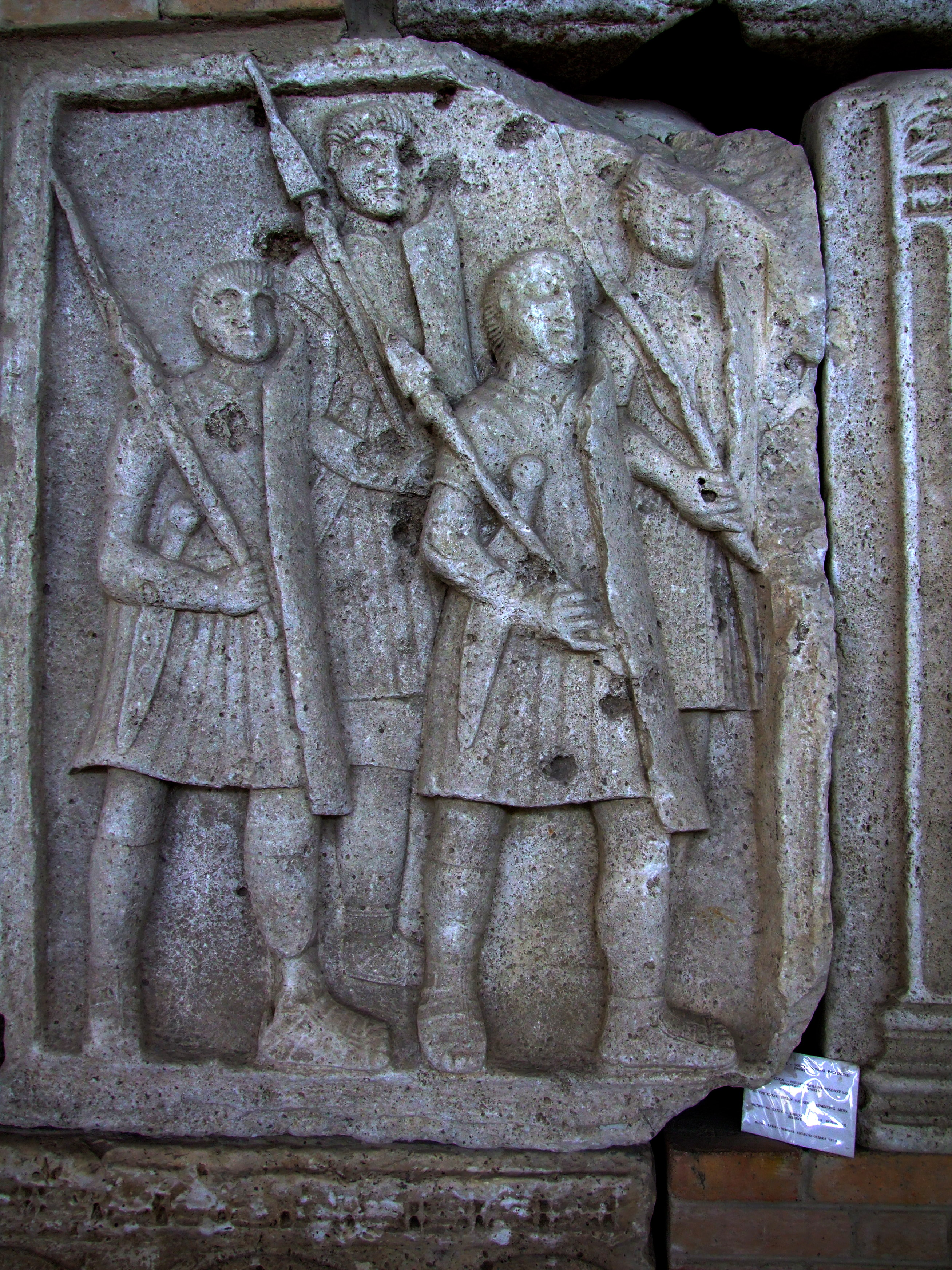
行軍的士兵們。

部分來說，由於實驗考古學的結果，一般相信羅馬重標槍的設計演化出穿甲的特性，菱形的矛頭可以在敵人的盾牌上打出一個小洞，讓細小的鐵桿可以穿過去，足夠擊中盾牌後面的人。沈重的木製握柄提供了這打擊的重量。
在一份描述中，兩枚把鐵桿固定的鐵製釘子之一被脆弱的木製銷子取代，這木銷子會在撞擊時斷裂，導致鐵桿向旁邊扭曲。這項設計有時歸功於蓋烏斯·馬略。有學者論稱後期的羅馬重標槍的鐵桿在受衝擊力時會自己彎曲，在打穿了一面盾牌，桿身又彎曲的情況下，這把標槍將很難從盾牌上拔出，更別提丟回來了。

## 藝廊

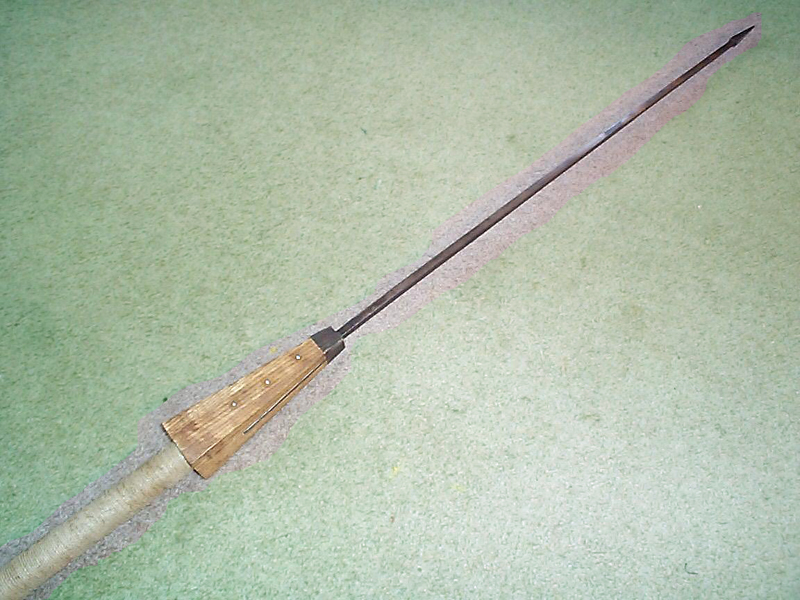
重建的後馬略羅馬重標槍。
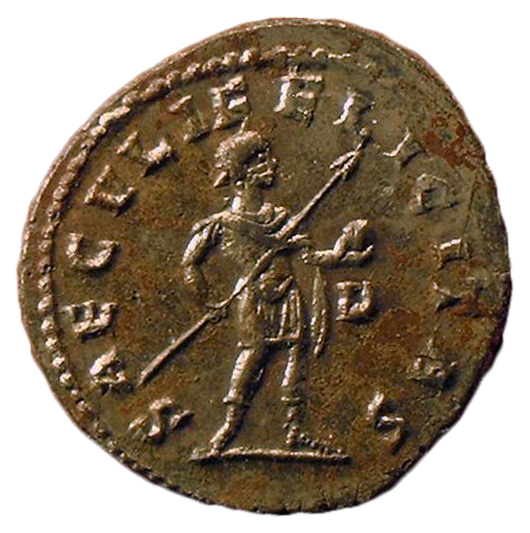
這枚羅馬硬幣上描繪了羅馬皇帝卡里努斯握持重標槍的樣子。
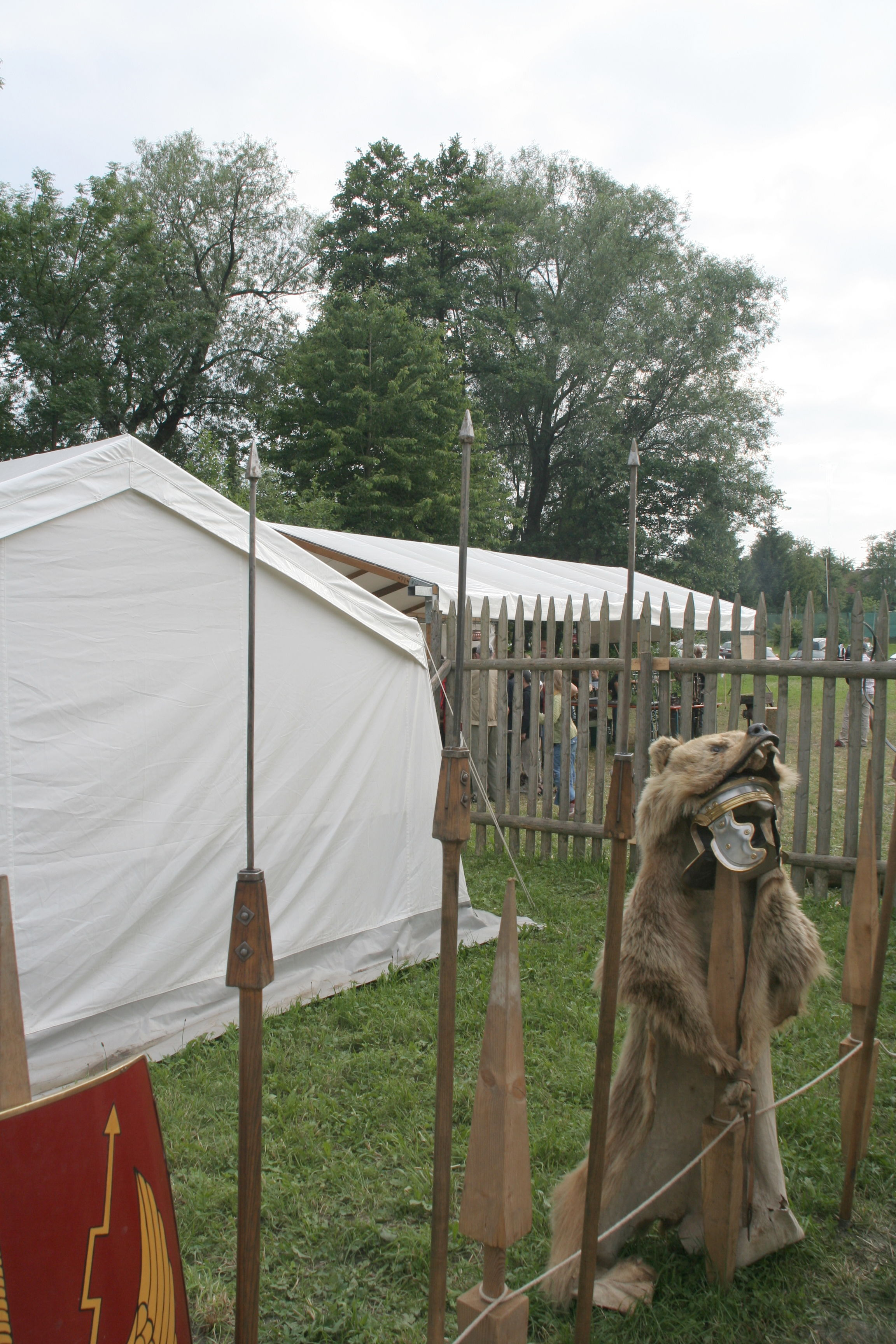
重建的羅馬重標槍特寫。
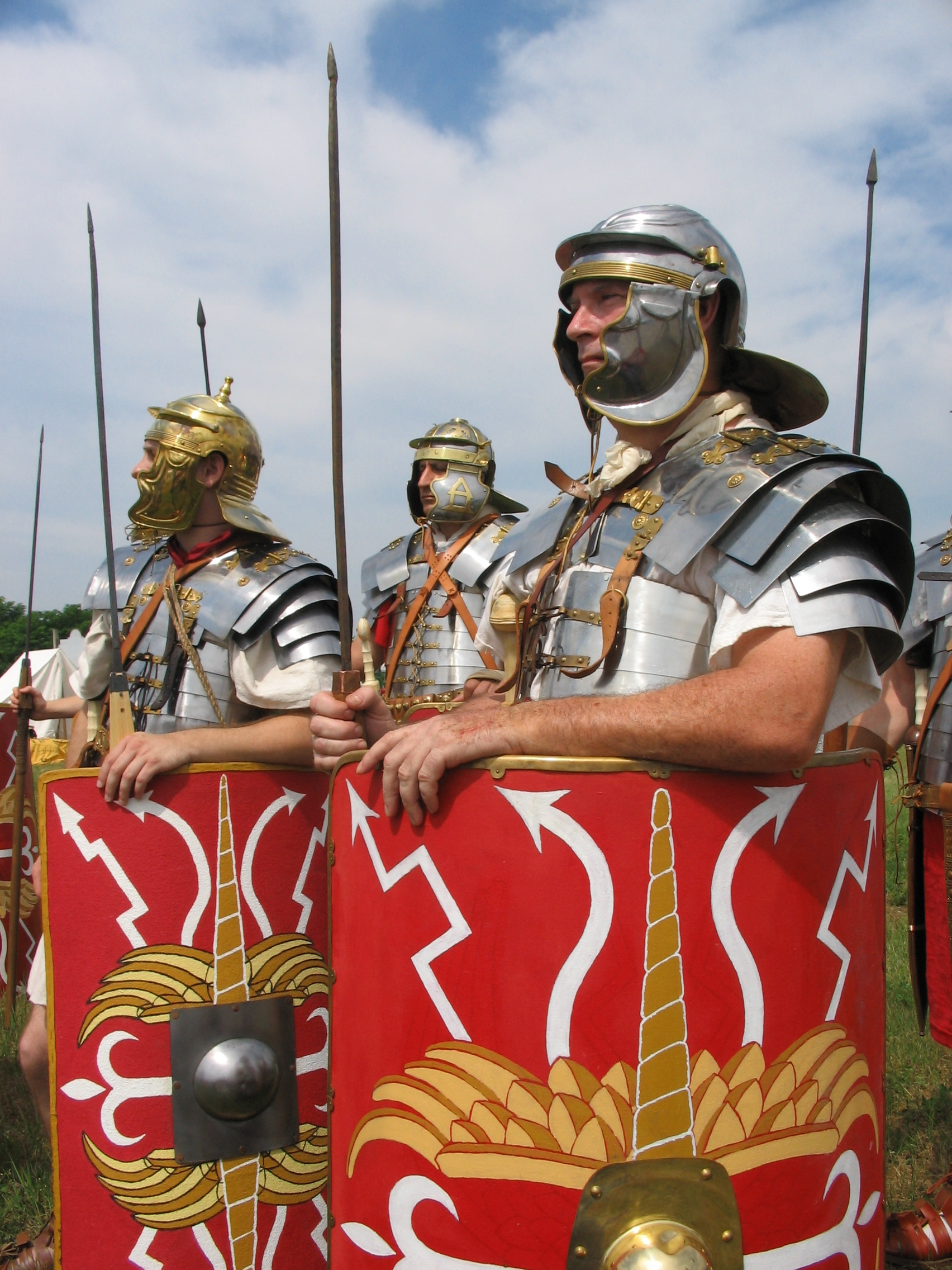
現代模擬的羅馬軍團兵，手持羅馬重標槍。

## 外部連結
- Samnite proto-pila and early Roman pila
- The Pilum - The Roman Spear （页面存档备份，存于）, Caerleon's Roman Legion
- Lance / Spear / Pilum / Catapult points （页面存档备份，存于）, www.romanlegions.info
- Archaeological discovery of a pilum, Ecomuseum de Cap de Cavalleria.